# 索蒂略德尔林孔
索蒂略德尔林孔，是西班牙卡斯蒂利亚-莱昂索里亚省的一个市镇。总面积61平方公里，总人口239人（2001年），人口密度4人/平方公里。